# Angela Pellicciari
Angela Pellicciari (Fabriano, 8 aprile 1948) è una saggista e storica italiana.

## Biografia
Nata a Fabriano, in provincia di Ancona, vive attualmente a Roma. Nel 1969, ottiene una borsa di studio presso la SISPE (Scuola Italiana di Specializzazione in Politica ed Economia), gestita da Claudio Napoleoni e Franco Rodano. Laureata in Storia e filosofia, negli anni settanta e ottanta collabora con la RAI.
Nel 1995 ottiene il dottorato in Storia ecclesiastica presso la Pontificia Università Gregoriana ed insegna storia e filosofia al liceo fino al 2008. Attualmente insegna storia della Chiesa nei seminari Redemptoris Mater, scrive su riviste e quotidiani e tiene su Radio Maria una rubrica intitolata “La vera storia della Chiesa”.
Sempre per Radio Maria, ha realizzato un'intervista a Kiko Argüello e Padre Mario Pezzi il 21 agosto 2005, il giorno precedente l'incontro vocazionale di Bonn, in appendice alla XX Giornata Mondiale della Gioventù di Colonia.

## Opere
Angela Pellicciari è più che altro conosciuta per le sue opere storiche sul Risorgimento, in particolare riguardanti il rapporto inconciliabile fra Papato e Massoneria. Nel suo primo libro, Risorgimento da riscrivere, a partire dall'analisi dei dibattiti al parlamento subalpino negli anni 1848-1855 ricostruisce l'azione condotta dall'élite liberale, in parlamento e nel paese, verso la Chiesa cattolica: soppressione degli ordini religiosi, confisca e vendita sottocosto dei loro beni a privati.
L'Altro Risorgimento è un testo divulgativo volto a descrivere gli aspetti anticattolici del Risorgimento italiano.
Nel saggio I panni sporchi dei Mille la scrittrice si concentra sulla genesi e lo svolgimento dell'impresa dei Mille. Nell'opera la Pellicciari afferma che l'invasione del Regno delle Due Sicilie e i sistemi con cui fu preparata e realizzata sono ben lontani dalla storiografia risorgimentale classica. Attraverso alcune testimonianze scritte (epistolari, diari e pamphlet) di tre esponenti del mondo liberale e pro-Savoia (il segretario della Società Nazionale, Giuseppe La Farina, l'ammiraglio Carlo Pellion di Persano e il deputato Pier Carlo Boggio) vengono evidenziati i maneggi e gli intrighi che portarono la dinastia sabauda alla conquista del sud d'Italia.
Ne I papi e la massoneria la Pellicciari cita fatti e documenti che mostrano come le posizioni dei pontefici, fermamente critiche nei confronti della massoneria, fossero pienamente motivate dalle vicende storiche in corso.
A differenza di altri scrittori come Carlo Alianello prima, Gigi Di Fiore e Lorenzo Del Boca dopo, che dedicano la loro rivisitazione storiografica alla conquista del Regno delle Due Sicilie, la Pellicciari si concentra maggiormente sugli avvenimenti che portarono alla caduta dello Stato Pontificio ad opera di Casa Savoia. L'opera della scrittrice sostiene l'interpretazione storiografica del Risorgimento come "il più grande e spietato attacco al cattolicesimo e alla società cristiana mai avvenuto nel corso della storia italiana".
Nelle sue opere muove critiche nei confronti di Cavour che, assieme al suo ministro Urbano Rattazzi, elaborò la legge per la soppressione (e relativo incameramento di beni) di comunità e ordini religiosi, e di Garibaldi per il suo odio incondizionato verso i clericali in generale.
In Risorgimento anticattolico ricostruisce, attraverso la cronaca di don Giacomo Margotti, quella che definisce l'«ordinaria persecuzione» dello Stato nei confronti della Chiesa.

## Controversie
La Pellicciari è stata al centro di polemiche per quella che Pierluigi Battista ha definito "tendenza alla ricostruzione complottistica della nostra storia". Per esempio, per la Pellicciari - stando sempre a ciò che scrive Battista - il nazismo sarebbe un apocalittico progetto anticristiano, mentre il Risorgimento sarebbe stato impastato di furore anticattolico e ispirato da un deliberato proposito di sradicare la stessa presenza cristiana dal panorama culturale italiano. Nello stesso articolo l'autore, nonostante ritenga alcune delle sue "tesi discutibili", la definisce "una seria studiosa cattolica".
La professoressa è giunta agli onori delle cronache per la contestata adozione del libro scritto da Hitler, "Le conversazioni segrete", che "raccoglie i monologhi privati del Führer con i suoi ospiti nel quartier generale di Rastenburg e poi in quello di Vinnycja, dal 1941 al 1944, pubblicato dall'editore nero Franco Freda (imputato per la bomba stragista del 1969 a piazza Fontana, a Milano)". Quel libro contiene una prefazione dello stesso Freda che per esempio afferma: "Dinanzi alle parole e ai detti memorabili dei Capi e dei Maestri i semplici devoti devono stare in raccoglimento e osservare il silenzio".
La professoressa si è difesa dicendo di basare lo studio della storia sulla consultazione delle fonti e quindi, per esempio nel caso delle dittature del Novecento, sulla lettura di documenti come Il Manifesto di Karl Marx e Friedrich Engels e i discorsi di Benito Mussolini.
Il giorno 11 febbraio 2006 fu attaccata da alcuni quotidiani nazionali, tra cui Repubblica, Il Corriere della Sera, il Messaggero e altri, con articoli che sostanzialmente contenevano due accuse: la prima di aver adottato il proprio libro "L'altro Risorgimento" per studiare la storia dell'unità d'Italia e la seconda di aver commissionato ai propri alunni del liceo romano "Lucrezio Caro" l'acquisto del libro "Le conversazioni segrete", che contiene discorsi di Adolf Hitler con i suoi ospiti nei quartier generali di Rastenburg e di Vinnycja. 
La scrittrice inviò una circostanziata smentita che fu pubblicata soltanto sul Corriere della Sera e sul Messaggero.
Nei giorni successivi ci furono diversi interventi volti a ridimensionare la polemica sul Corriere della Sera, sul Il Giornale e su Il Foglio mentre Repubblica continuava a riportare tesi opposte.
Ci furono, sulla stampa, anche diversi interventi di alunni, ex-alunni e altre personalità in generale a lei favorevoli.
La Pellicciari si assentò dalle lezioni per preparare la sua difesa. Durante la sua assenza, fu invitato per un intervento nella scuola Piero Terracina, un sopravvissuto del lager di Auschwitz, che tenne un discorso sulla sua esperienza nel campo di sterminio. Terracina, alla richiesta di un suo commento sull'insegnante, rispose: "«Sono convinto che non sia una nazista: solo non ha saputo lanciare un messaggio»".
Il suo approccio scolastico fu anche discusso da diversi storici come Giovanni Sabbatucci, professore di Storia contemporanea dell'università La Sapienza nonché collaboratore di Renzo De Felice, e Nicola Tranfaglia, che accusarono la Pellicciari di negazionismo affermando che «non c'è niente di male a far leggere brani scritti da Hitler. Ma diventa assai grave insegnare cosa è stato il nazismo solo sulle frasi di Adolf Hitler» .«È una vicenda inquietante perché si usa una storiografia che è addirittura negazionista» . Lucio Villari commentò: «In linea di principio sono d'accordo con il metodo della professoressa, perché tutti i testi devono essere conosciuti e studiati. Unica critica, forse, l'aver scelto l'edizione di Freda, un uomo connotato politicamente, e non quella della Longanesi, risalente a 40 anni fa, e commentata da storici». E Vittorio Vidotto: «La libertà di insegnamento dei docenti deve essere difesa. Non c'è nulla di strano nel far leggere a ragazzi delle scuole superiori discorsi di Hitler e Mussolini. Avvicinarsi ai testi è un passaggio critico ineliminabile». Aggiungendo «Io magari avrei scelto di leggere e commentare il Mein Kampf».

## Opere
- Risorgimento da riscrivere. Liberali e massoni contro la Chiesa, Ares, 1998
- L'altro Risorgimento. Una guerra di religione dimenticata, Piemme, 2000
- I panni sporchi dei Mille. L'invasione del Regno delle Due Sicilie, Liberal, 2003
- Risorgimento anticattolico, Piemme, 2004
- I papi e la massoneria, Milano, Ares, 2007, ISBN 9788892983649, OCLC 1402556732
- Family day Roma-Madrid e dopo?, Fede & Cultura, 2008
- Risorgimento ed Europa, Fede & Cultura, 2008
- Leone XIII in pillole, Fede & Cultura, 2010
- Martin Lutero, Cantagalli, 2012
- La gnosi al potere, Fede & Cultura, 2014
- Una storia della Chiesa, Cantagalli, 2015
- Una storia unica, Cantagalli, 2019